# تی‌اس‌اس فراستار
تی‌اس‌اس فراستار (به انگلیسی: TSS Fairstar) یک کشتی بود که طول آن ۱۸۷٫۷۶ متر (۶۱۶ فوت ۰ اینچ) بود. این کشتی در سال ۱۹۵۵ ساخته شد.